# Interleukine 18

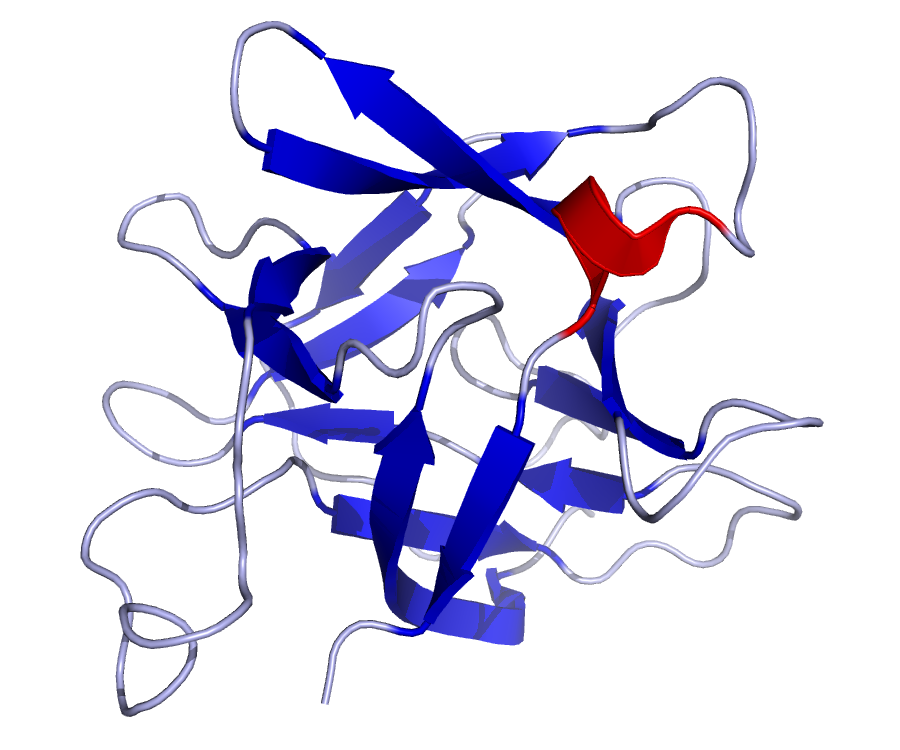
Structure de l'interleukine-18.

Interleukine 18 (IL-18), également connue sous le nom de facteur induisant l'interféron-gamma, est une protéine codée chez l'homme par le gène IL18. Cette cytokine pro-inflammatoire joue un rôle clé dans le système immunitaire, capable d'être produite par divers types de cellules, tant hématopoïétiques que non hématopoïétiques. Décrite pour la première fois en 1989, l'IL-18 était initialement identifiée comme un facteur stimulant la production d'interféron-γ (IFN-γ) dans les cellules de la rate de souris. Originellement associée aux cellules de Kupffer dans le foie, sa présence est également constatée dans des cellules non hématopoïétiques, telles que les cellules épithéliales intestinales, les kératinocytes et les cellules endothéliales. 
L'IL-18 est synthétisée sous forme de précurseur inactif, nécessitant un clivage pour être activée, un processus partagé avec d'autres cytokines comme l'IL-1β. Son récepteur, composé des chaînes IL-18Rα et IL-18Rβ, participe à la transduction du signal intracellulaire et joue un rôle essentiel dans les réponses immunitaires. Sa régulation est cruciale, car une dysrégulation peut entraîner des maladies auto-immunes ou inflammatoires. La compréhension de l'IL-18 a évolué avec le temps, reflétant l'avancement des connaissances scientifiques dans le domaine de l'immunologie.

## Biologie
Depuis 1995, de nombreuses études ont utilisé la neutralisation de souris endogènes déficientes en IL-18 ou IL-18 pour démontrer le rôle de cette cytokine dans la promotion de l'inflammation et des réponses immunitaires ,,, . Cependant, la biologie de l'IL-18 n'est guère la récapitulation de l'IL-1β. Il existe plusieurs différences uniques et spécifiques entre IL-18 et IL-1β. 
Par exemple, chez des sujets humains en bonne santé et également chez des souris en bonne santé, l'expression génique de l'IL-1β dans les cellules mononucléaires du sang et les cellules hématopoïétiques est absente et rien ne prouve que le précurseur de l'IL-1β soit constitutivement présent dans les cellules épithéliales . En revanche, le précurseur de l'IL-18 est présent dans les monocytes sanguins de sujets sains et dans les cellules épithéliales de l'ensemble du tractus gastro-intestinal. Les macrophages péritonéaux et la rate de souris contiennent également le précurseur de l'IL-18 en l'absence de maladie . Le précurseur de l'IL-18 est également présent dans les kératinocytes et presque toutes les cellules épithéliales. À cet égard, IL-18 est similaire à IL-1α et IL-33. 

### Cellules productrices
L' interleukine-18 est  liée à IL-1 et en particulier à IL-1β. Semblable à IL-1β, IL-18 est d'abord synthétisé comme un précurseur inactif et sans peptide de  signalisation, comme une cytokine intracellulaire. La structure tertiaire du précurseur de l'IL-18 est étroitement liée au précurseur de l'IL-37 et les frontières intron-exon des gènes IL-18 et IL-37 suggèrent une association étroite. L'IL-18 est produite en tant que précurseur biologiquement inactif, le pro-IL-18, qui est localisé dans le cytoplasme et nécessite une protéase  pour la sécrétion en tant qu'IL-18 actif ,,
Le clivage de pro-IL-1β et pro-IL-18 en IL-1β et IL-18 matures, respectivement, dépend de l'action intracellulaire de la cystéine protéase caspase-1 

### Récepteur
Le récepteur de l'interleukine 18 est composé de la chaîne α du récepteur IL-18 ou  IL-18Rα (protéine apparentée à IL-1R ou IL-1R5) et de l la chaîne β du récepteur IL-18 ou  IL-18Rβ exprimée de manière constitutive (semblable à une protéine associée à IL-1R ou IL-R7) ,  Les chaînes IL-18Rα et IL-18Rβ sont membres de la famille des récepteurs IL-1, et leurs domaines cytoplasmiques contiennent un domaine TLR / IL-1R (TIR), un domaine commun partagé avec les récepteurs de type Toll ,,,,  L'IL-18Rα est un récepteur de liaison à l'IL-18 qui, lors de la stimulation avec l'IL-18, forme un hétérodimère de liaison à haute affinité de l'IL-18 avec l'IL-18Rβ qui assure la transduction du signal intracellulaire ,. Les domaines TIR cytoplasmiques du complexe IL-18R interagissent avec le facteur de différenciation myéloïde 88 (MyD88), un adaptateur de signal contenant un domaine TIR, via une interaction TIR – TIR   ,,,,,
L'activation cellulaire dépendante de l'interleukine-18 peut être inhibée au moins par deux molécules distinctes. 
- L'une est la protéine de liaison naturelle à l'IL-18 (IL-18BP) [16]. Parce que l'IL-18BP se lie à l'IL-18 avec une affinité élevée (400 pM), il peut réguler à la baisse les réponses cellulaires induites par l'IL-18, telles que la production d'IFN-y des cellules Th1 induites par l'IL-18.
- Un autre inhibiteur est la cytokine anti-inflammatoire IL-37, membre de la famille des cytokines IL-1 [17]